# Jacques Borel
Jacques Borel (født 17. december 1925 i Paris, død 25. september 2002 i Villejuif) var en fransk forfatter, der i 1965 fik Goncourtprisen for romanen L'Adoration.